# 任期
任期（にんき）とは、ある特定の役職または役職に就いた者に関し、その役職に在任する期間のことである。

## 概要
一般に、議員や会社の取締役、組織の幹部など一定の権限を有し所定の手続を経て就任する役職に関して設けられている。
任期は「就任の日から○年間」のように決められている例も多いが、「就任から○年後の○月○日」のように期日を決めてある例や、「選任後○年以内に終了する事業年度のうち最終のものに関する定時株主総会の終結の時まで」のように、組織の運営形態に合わせて設定される例もある。珍しい例として、日本維新の会の代表の任期は、就任後に初めて行われる大型選挙（衆議院議員総選挙、参議院議員通常選挙、統一地方選挙のいずれか）の投票日後90日までとされており、衆議院解散という外部事情で任期が変動することとなる。
通常は、各役職について任期があらかじめ定められており、特定の時点からその任期の満了時までを在任期間として選任することとなる。在任中の者が死亡や辞任等の事由で任期途中で空席が生じたときに後任として就任した者については、就任か時から所定の任期到来まで在任できるケースと前任者の任期の残存期間を任期とするケースがあり、当該役職の任期の規定により異なる。
一般には任期が満了した場合には、当該人物を同一の役職に再任することが可能であり、その意味では任期は一定の期間が経過した場合の更新の機会としての役割を果たすこととなる。
しかし、役職によっては、再任を一切認めなかったり、同一役職に（連続して）就任できる期数を制限するなどして、任期と他の規定の組み合わせにより、特定の役職への就任期間を限定する役割を果たすこともある。例えば、アメリカ合衆国の大統領の場合には、1期の任期は4年であり、2期までしか就任が認められない(3選禁止。アメリカ合衆国憲法修正第22条)。また、ロシアの大統領は、任期が6年で3回連続再選が認められる。
特に期間の制限なく在任が認められるケースで、本人が亡くなるか、あるいは自発的に辞めるまでは継続して在任が認められる場合を終身制という。